# The Perfect Crime (Grace Jones)
   The Perfect Crime     è un singolo promozionale della cantante giamaicana Grace Jones pubblicato nel 2000 come colonna sonora degli spot promozionali del canale TV danese Wegelius Television.

## Descrizione
Il brano, scritto da Floppy M, anche produttore insieme a Oli Poulsen, fu pubblicato su CD singolo in versione limitata promozionale solo per la Danimarca, Svezia, e altri paesi del nord Europa in cui veniva diffuso il canale. Commercialmente non ebbe alcun impatto nelle classifiche.

## Tracce
- Promo CD single

1. "The Perfect Crime" – 3:29